# PRODUCE (ワープロ)
PRODUCE (プロデュース) はソニーがかつて販売していたワープロ専用機のブランド。全機種プリンタとの切り離しが可能であり、2インチフロッピーディスクドライブを搭載していた。

## 機種
- PJ-100 - 1987年9月に発売された。40×10行のSTN液晶を搭載し、プリンターは32×32ドットの文字を印刷することができた。[1]
- PJ-200
- PJ-300
- PJ-555
- PJ-700
- PJ-1000 - 1989年2月に発売された。45×20行の液晶ディスプレイを搭載し、英語を含め7ヶ国の欧州言語の入力に対応した。表計算の結果をグラフに表すことも可能だった。[2]
- PJ-2000